# Homburg (Liptingen)
Die Homburg ist die Ruine einer kleinen Spornburg am Ende des „Schloßbühl“ genannten Bergrückens, rund 2100 Meter südöstlich der Kirche des Ortsteils Liptingen der Gemeinde Emmingen-Liptingen im Landkreis Tuttlingen in Baden-Württemberg. 

## Geschichte
Die während des späten 12./13. Jahrhunderts erbaute Homburg kann noch nicht eindeutig einem Geschlecht zugeordnet werden. In Frage kommen die weniger wahrscheinlichen, seit 1191 genannten Herren von Liptingen sowie die ab dem Jahr 1262 erwähnten Herren von Heudorf. 1632 wird die Burg im Verlaufe des Dreißigjährigen Krieges zerstört.

## Beschreibung
Die insgesamt rund 600 Quadratmeter große und in 759,4 m ü. NN Höhe liegende Burgstelle befindet sich auf einem nach Südwesten gerichteten Bergsporn eines zu einem großen Teil durch einen Steinbruch abgebauten Berges. Dieser Sporn fällt nach Südwesten zu Tal ab, nach Nordosten steigt das Gelände bis zum 763,3 m ü. NN hohen Gipfelpunkt des Berges an. Das gegenüber dem nordöstlichen Vorgelände leicht erhöht gelegene Burgplateau wird von einem Ringgraben umzogen. Der Graben ist sieben bis 12 Meter breit, vom Vorgelände aus 0,8 bis drei Meter, vom Burgplateau aus bis zu sechs Meter tief. An den abfallenden Hängen im Nordwesten sowie im Südwesten, den Langseiten der Burgfläche, geht der Graben in einen Hanggraben über, an der Spornspitze im Südwesten ist er als Hangterrasse ausgebildet. Im nördlichen Bereich des Grabens ist diesem ein 0,5 Meter hoher Wallzug vorgelegt, im Osten ist er teilweise verschliffen.
Die ovale Burgfläche weist noch bis zu drei Meter hohe Schuttwälle der einstigen Bebauung auf, an der nordöstlichen Spitze des Burgplateaus befand sich ein vermutlich polygonaler Turm mit einer Grundfläche von 80 Quadratmeter. Dieser Turm war das dominierende Gebäude der Anlage, die deshalb dem Typus der Turmburg zugerechnet wird. Der Südwestbereich des Turmes ist obertägig nicht mehr zu rekonstruieren, im inneren befindet sich eine zwei bis drei Meter tiefe Trichtergrube, wohl der Rest eines Kellers. Südlich und westlich des Turmes liegen zwei Wallzüge, die im rechten Winkel aufeinandertreffen, vermutlich die Reste einer Ringmauer, die allerdings die Südwestspitze des Burgplateaus nicht mit umfasst. Bei kleineren Grabungen vor dem Jahr 1887 sind Mauerzüge sowie ein Ziegelpflaster freigelegt worden, nach 1880 wurde ein tiefer Brunnen oder eine Zisterne in der Nähe der Burg zugeschüttet.